# Friedrich Jungblut
Friedrich Jungblut, nemški general in vojaški zdravnik, * 28. maj 1876, † 28. februar 1946.